# もりせいじゅ
もり せいじゅ（1994年3月31日 - ）は、日本のお笑いタレント。2023年11月30日まで浅井企画に所属していた。

## 来歴・人物
愛知県・名古屋市出身。身長175cm、足のサイズ28.5 cm。
危険物取扱者乙4種、原動機付自転車運転の各免許を持つ。
趣味は楽曲製作、ヒップホップ観賞。元々からヒップホップ・ミュージックやラップを好んでいる。また、両生類が好きで、川や用水路で生き物を確認すると語る
特技はラッパーのような動き、EXILE風創作ダンス、膝を無限に鳴らし続けること。
小中学校時代は武井咲と同級生だった。名古屋市内の工業高等学校時代は軟式野球部で活動。しかし3年生の時に利き腕を骨折、最後の試合で代打出場し部活を引退。この当時は特に芸人になりたいとは思っていなかったが、その後高校の授業として就職体験で行った会社で段ボールを組み立てる流れ作業をやっていた時に、これでいいのかなと自分の進路に疑問を感じ始め上京を決める。2011年に『R-1ぐらんぷり』決勝戦で佐久間一行のネタを観たことをきっかけにお笑いに方向性を決めた。本人はこれに「衝撃を受けた」と話している。同年10月にワタナベコメディスクールに15期生として入学・2012年9月卒業）。の同スクール卒業後の2012年10月にピン芸人として活動を開始。
ピン芸人での活動とは別に、コンビでの活動も少し行っていた。コンビ名は「オレガノ」。
本人曰く「第2のピコ太郎を目指している」とのことで、英語の歌詞に訳した自分のネタをジャスティン・ビーバーに送ろうと思っていることを話していたことがある。その後、実際にジャスティン・ビーバーをフォローし、Twitterに自分の動画をダイレクトメールで送ったとのこと。またテイラー・スウィフトやBIGBANGのG-DRAGONにも同様に自分の動画を送ったことがあると言う。
R-1グランプリ2023にて準決勝進出。
2022年、結婚。
2023年11月30日をもって浅井企画を退所し、フリーで活動を続けることを発表。浅井企画に所属して10年経ち、若手でもベテランでもなくなった自分のケツを自分で叩くためということがその理由だとしている。

## 芸風
ヒップホップ・ミュージックやラップ好きを活かしたリズム芸を多く展開している。これはもり本人も目指しているピコ太郎のブレイク前からやっており、ピコ太郎がブレイクした後は自らもリズムネタの動画を多くアップし続けている。割り箸を足元に置いて「足元にお手元」のネタ の他、「ミンミンチュウチュウ」のリズムのもの、女性が好きなものがテーマのもの、「肩にペンを置いてペンペン」、「サイレンから盛りのついた猫」 などのネタを行っている。これらのネタで使用する楽曲はもり自ら製作している。楽曲や効果音はワタナベコメディスクール同期のメルヘン総長からMacintoshで効果音を作ることを教わって、父親からMacを購入してもらってからこれで製作を始めている。
かつては青いポロシャツと黄色い帽子という衣装が多かったが、2022年半ば頃より衣装を一新している。

## 出演

### テレビ
- おはスタ（テレビ東京）- 2016年6月1日・6月22日、2017年2月22日　2017年4月から毎週水曜日「お笑い戦隊ボケルメン」としてレギュラー出演
- 有田ジェネレーション（TBS）- 2016年12月22日、2017年3月2日・3月9日、2017年6月22日以降はレギュラー出演
- ぐるナイ!おもしろ荘 若手にチャンスを頂戴今年も誰か売れてSP（日本テレビ）- 2017年1月1日
- シューイチ（日本テレビ）- 2017年1月1日（「イチバンブレーク芸人決定戦」、優勝者に選ばれる[16]）、2017年2月12日
- ウチのガヤがすみません!（日本テレビ）- 2017年1月15日、週1回レギュラー化後は2017年8月1日初出演
- ZIP!（日本テレビ）- 「ワラガチャ!」コーナー 2017年1月30日初出演
- エンタの神様スペシャル（日本テレビ）- 2017年3月25日初出演
- バクモン学園（テレビ朝日、2017年4月3日 - ）- レギュラー出演
- にちようチャップリン（テレビ東京）- 2017年6月18日、2017年8月6日
- おしゃれイズム（日本テレビ）- 2017年7月2日、岡田将生が会いたがっている芸人として出演[17]
- 「スマートフォンデュ」（2018年10月26日[18]、EX）
- オールスター後夜祭（2019年4月7日[19]、TBS）
- テレミン体操で元気だミン！（横浜ケーブルビジョン） - 2019年4月より体操のお兄さんとしてレギュラー出演[20]

### ラジオ
- マイナビ Laughter Night（TBSラジオ） - 2016年6月18日[21]